# Håby
Håby er en kirkeby i Håby Sogn og en småort i Munkedals kommun i Bohuslän, Sverige.
I byens centrum ligger Håby Kirke.
Bynavnet (tidligst opfundet i 1391: Haugbya kirkia) indeholder det oldvestnordiske haugr ("høj"), som skulle hentyde til enten en naturlig terrænforhøjning eller en gravhøj, samt bya ("gård" eller "by").
Lige nord for Håby kører Lysekilsbanan, en jernbane som forbinder Lysekil med Bohusbanan ved Smedberg.
Håby har også en busterminal, Håbyterminalen.